# Xylopteryx prasinaria
Xylopteryx prasinaria är en fjärilsart som beskrevs av George Francis Hampson 1909. Xylopteryx prasinaria ingår i släktet Xylopteryx och familjen mätare. Inga underarter finns listade i Catalogue of Life.